# HBO Max
HBO Max är en amerikansk videostreamingtjänst som ägs av Warner Bros. Discovery (WBD). Tjänsten lanserades i USA den 27 maj 2020 och utvecklades 2021 till en internationell videostreamingtjänst.
HBO Max är uppbyggt kring innehåll från betal-tv-kanalen HBO, men är också ett nav för WarnerMedias film- och tv-innehåll. Tjänsten erbjuder internt produktions- och arkivinnehåll från HBO och WarnerMedia samt licensierat innehåll från externa tillverkare och distributörer. 
Enligt AT&T hade HBO Max 12,6 miljoner aktiva prenumeranter i början av december 2020. I slutet av september hade tjänsten 28,7 miljoner betalande abonnenter. Detta nummer inkluderar alla prenumeranter på betal-TV-kanalen HBO, som har tillgång till HBO Max, men ännu inte har aktiverat den. Från och med fjärde kvartalet 2021 har HBO och HBO Max sammanlagt 73,8 miljoner betalande globala abonnenter.
Vid lanseringen våren 2020 var HBO Max endast tillgängligt i USA, men under 2021 blev tjänsten gradvis tillgänglig över stora delar av världen. I oktober 2021 blev HBO Max tillgängligt i Sverige och ersatte därmed HBO Nordic.
Den 23 maj 2023 lanserade WBD sin nya streamingtjänst Max, som ersatte HBO Max för amerikanska tittare. Den 21 maj 2024 lanserades Max även i Sverige. Med den nya tjänsten sammanförs utbudet från HBO Max med Discovery+ och Eurosports separata streamingtjänster. Max bytte tillbaka till det ursprungliga HBO Max-namnet sommaren 2025.